# Emad Hajjaj
Pour les articles homonymes, voir Hajjaj.
Emad Hajjaj (en arabe : عماد حجاج) est un dessinateur de presse jordanien,,. Il est connu pour ses travaux réalisés pour le Jordan Times.

## Abu Mahjoob
En 1993, Emad Hajjaj crée le personnage Abu Mahjoob (en arabe : أبو محجوب), ce qui lui vaudra le début de sa popularité en Jordanie. Abu Mahjoob représente un simple Jordanien préoccupé par les affaires quotidiennes politiques, sociales et culturelles. Il porte un costume filé, une cravate, un keffieh et son agal, ainsi qu'une moustache.

## Critiques
L'Ordre indépendant du B'nai B'rith a accusé Emad Hajjaj à l'antisionisme et à l'antisémitisme.